# Caffrowithius exiguus
Caffrowithius exiguus es una especie de arácnido  del orden Pseudoscorpionida de la familia Chernetidae.

## Distribución geográfica
Se encuentra en Tanzania y Kenia.